# Mecanică Fină
Mecanică Fină S.A. ist ein börsennotiertes, rumänisches Unternehmen mit Sitz in Bukarest.

## Geschichte
Die Mecanică Fină București wurde 1978 in Bukarest gegründet und bestand in der Form bis 2000. Sie war die einzige in Rumänien ansässige Uhrenmanufaktur. Produziert wurden hauptsächlich mechanische Uhren mit Handaufzug-, Automatik- aber auch mit Quarz Uhrwerk.
Die Mecanică Fină S.A. ging 2015 an die Bukarester Börse. Die Notierung erfolgte im Börsensegment Main, das Tickersymbol ist MECE.

## Produkte
Orex war die international bekannteste Uhrenmarke der Mecanică Fină București. Der Name Orex ist eine Zusammensetzung aus den rumänischen Wörtern „Oră“ (Stunde) und „exactă“ (genaue/exakte).
Die Produktion der Orex-Militäruhren wurde anlässlich eines Besuches Nicolae Ceaușescus am 26. Dezember 1978 in Bukarest beschlossen. Im Dezember 1980 wurden die ersten 50.000 Orex-Uhren ausgeliefert. Das Plan-Soll für die Folgejahre lag bei 200.000 Stück pro Jahr und ab 1990 bei jährlich 1 Million.
Neben den Orex-Uhren bot die Mecanică Fină București auch Uhren der Handelsmarken Optimef und Cromef auf dem Markt an, wobei die Optimef-Uhren (nur Quarzuhren mit Digitalanzeige) in Kooperation mit Intreprinderea Optica Romana (IOR) entstanden. Die Cromef war eine Quarzuhr mit „Step-by-Step“-Motor und Analoganzeige stellte 1985 eine Zwischenstufe dar.